# Arijanet Murić
Arijanet Murić (Albanees: Arijanit Muriqi) (Schlieren, 7 november 1998) is een Kosovaars-Montenegrijns-Zwitsers doelman die uitkomt voor Ipswich Town.

## Clubcarrière

### Manchester City
In 2016 werd Murić door Manchester City overgenomen van Grasshopper Club Zürich. In 2017 werd hij voor het eerst bij de eerste selectie van Manchester City gehaald bij de vriendschappelijke International Champions Cup. Op 31 juli 2018 werd hij voor het seizoen 2018/19 verhuurd aan het Nederlandse NAC Breda. Murić debuteerde op 18 augustus 2018 in de Eredivisie in de thuiswedstrijd tegen De Graafschap (3-0) waarin hij de hele wedstrijd speelde. Op 22 augustus haalde Manchester City hem per direct terug naar Engeland vanwege een blessure bij reservedoelman Claudio Bravo. In het seizoen 2019/20 werd hij verhuurd aan Nottingham Forest. In het seizoen 2020/21 werd hij verhuurd aan Girona FC. De verhuurd werd eind januari 2021 beëindigd en hij werd direct verhuurd aan Willem II. Nadien volgde een laatste verhuurperiode, ditmaal bij het Turkse Adana Demirspor.

### Burnley
Medio 2022 liet Murić Manchester City achter zich en vertrok hij naar het een klasse lager voetballende Burnley FC, waar de Belg Vincent Kompany destijds de scepter zwaaide. Met Murić als eerste doelman promoveerde Burnley in het seizoen 2022/23 als kampioen naar de Premier League. Het volgende seizoen verloor Murić de concurrentiestrijd van de nieuwe aanwinst James Trafford, die over was gekomen van Manchester City. Vanwege tegenvallende resultaten kreeg Murić de laatste tien competitiewedstrijden van het seizoen zijn plek onder de lat terug, maar hij kon niet voorkomen dat zijn ploeg na één seizoen weer degradeerde uit de Premier League. 

### Ipswich Town
Murić daalde niet met Burnley af, maar tekende medio 2024 een vierjarig contract bij Ipswich Town, dat het voorgaande seizoen was gepromoveerd naar het hoogste niveau.

## Clubstatistieken
| Seizoen | Club                | Competitie     | Competitie | Competitie | Beker | Beker | Internationaal | Internationaal | Totaal | Totaal |
| Seizoen | Club                | Competitie     | Wed.       | Dlp.       | Wed.  | Dlp.  | Wed.           | Dlp.           | Wed.   | Dlp.   |
| ------- | ------------------- | -------------- | ---------- | ---------- | ----- | ----- | -------------- | -------------- | ------ | ------ |
| 2018/19 | → NAC Breda         | Eredivisie     | 1          | 0          | 0     | 0     | —              | —              | 1      | 0      |
| 2018/19 | Manchester City     | Premier League | 0          | 0          | 5     | 0     | —              | —              | 5      | 0      |
| 2019/20 | → Nottingham Forest | Championship   | 4          | 0          | 1     | 0     | —              | —              | 5      | 0      |
| 2020/21 | → Girona            | La Liga B      | 2          | 0          | 4     | 0     | —              | —              | 6      | 0      |
| 2020/21 | → Willem II         | Eredivisie     | 14         | 0          | 0     | 0     | —              | —              | 14     | 0      |
| 2021/22 | → Adana Demirspor   | Süper Lig      | 31         | 0          | 1     | 0     | —              | —              | 32     | 0      |
| 2022/23 | Burnley             | Championship   | 41         | 0          | 0     | 0     | —              | —              | 41     | 0      |
| 2023/24 | Burnley             | Premier League | 10         | 0          | 4     | 0     | —              | —              | 14     | 0      |
| 2024/25 | Ipswich Town        | Premier League | 17         | 0          | 0     | 0     | —              | —              | 17     | 0      |
| Totaal  | Totaal              | Totaal         | 120        | 0          | 15    | 0     | 0              | 0              | 135    | 0      |

Bijgewerkt op 6 januari 2025.

## Interlandcarrière
Arijanet Murić werd geboren in Zwitserland als zoon van Albanese ouders uit Montenegro. Zijn achternaam is in zijn taal eigenlijk Muriqi, maar in Montenegro worden veel Albanese namen aangepast zodat deze slavisch klinken. Murić was Zwitsers en Montenegrijns jeugdinternational. In november 2018 debuteerde hij voor het Kosovaars voetbalelftal.